# Galumna pterolineata
Galumna pterolineata är en kvalsterart som beskrevs av Hammer 1972. Galumna pterolineata ingår i släktet Galumna och familjen Galumnidae. Inga underarter finns listade i Catalogue of Life.